# Sjöräddningssällskapet
Sjöräddningssällskapet, tidigare formellt Svenska Sällskapet för Räddning af Skeppsbrutne (SSRS), är en svensk ideell förening som grundades 1907.

## Historik
Åren 1903 och 1904 var två år då de svenska kusterna drabbades av ovanligt många hårda stormar, som kostade många liv. Särskilt under "dödsnatten" i Kattegatt den 9-10 september 1903, då ett tjugotal fartyg förliste och ett sextiotal människor omkom. Tolv fartyg strandade även samma natt. Vanligen fanns det inte mycket lokalbefolkningen kunde göra för att hjälpa fartyg i sjönöd. Stafsinge, som inte ville uppleva samma hjälplöshet igen, bildade ett frivilligt räddningssällskap och började samla ihop pengar till en livbåt, men lyckades inte få ihop tillräckligt mycket pengar. Vid ett årsmöte för Sveriges allmänna sjöfartsförening våren 1904 berättade Albert Isakson som stafsingebornas försök att få igång en verksamhet. 
Hans redogörelse utlöste en snabb reaktion och föreningen tillsatte en kommitté för livräddningsväsendets befrämjande. På våren 1906 hade kommittén samlat ihop så mycket pengar att det räckte till tre stationer med livbåtar och raketapparater: Stafsinge, Galtabäck och Särdal. 1 juni 1907 bildades Svenska Sällskapet för Räddning af Skeppsbrutne. År 1911 sjösattes Sjöräddningssällskapets första motorbåt vid Ängholmens varv varv i Göteborg. Den hade fått namn efter sjökapten R.W. Garberg och stationerades i Fågelsundet. Samma år tillfördes sjöräddningssällskapet ytterligare två motordrivna livbåtar: Louis de Geer för Bönan och Drottning Victoria för Grönhögen.

## Verksamhet

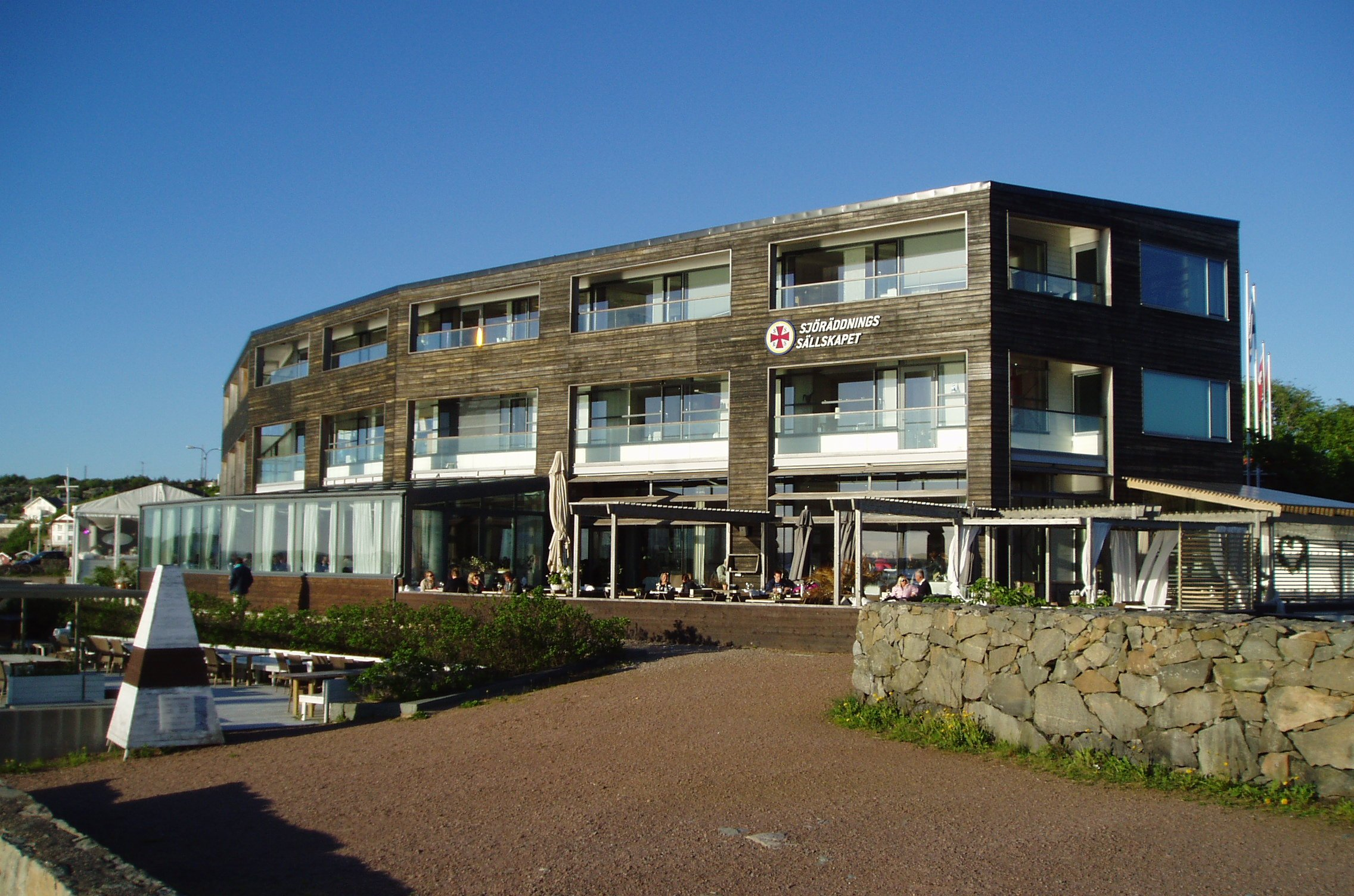
Sjöräddningssällskapets huvudkontor på Långedrag i Göteborg, med Långedrags värdshus i bottenvåningen

Sjöräddningssällskapet ombesörjer sjöräddning runt Sveriges kuster och i vissa insjöar. Det är en ideell organisation och finansieras av medlemsavgifter, gåvor och donationer. År 2024 driver Sjöräddningssällskapet 74 sjöräddningsstationer och har omkring 270 räddningsfarkoster, som bemannas med ungefär 2 500 frivilliga sjöräddare, av vilka omkring 300 vid varje tillfälle har jour och ska kunna rycka ut inom 15 minuter, dygnet runt.
Sjöräddningssällskapet ingår, genom ett avtal med Sjöfartsverket, som en del i Sveriges organiserade sjöräddning. Det gör flest utryckningar av larmade medverkande organisationer och medverkar i omkring 90 % av antalet sjöräddningsutryckningar i Sverige. År 2013 sjöräddningslarmade Sjö- och flygräddningscentralen i Göteborg (JRCC) räddningsfarkoster vid 914 tillfällen, och av dessa gick larm vidare till Sjöräddningssällskapets sjöräddningsstationer i 669 fall, det vill säga i 73 % av antalet larmade utryckningar.
Sjöräddningssällskapets ändamål är:
- att rädda liv till sjöss
- att vidmakthålla intresset för sjöräddning,
- att föreslå åtgärder i syfte att utveckla och effektivisera sjöräddning, och
- att tillhandahålla sjöräddning inom svensk sjöräddningsregion.

Sjöräddningssällskapet har huvudkontor i ett 2007 invigt eget kontorshus i Långedrag i Göteborg. Bildgalleri

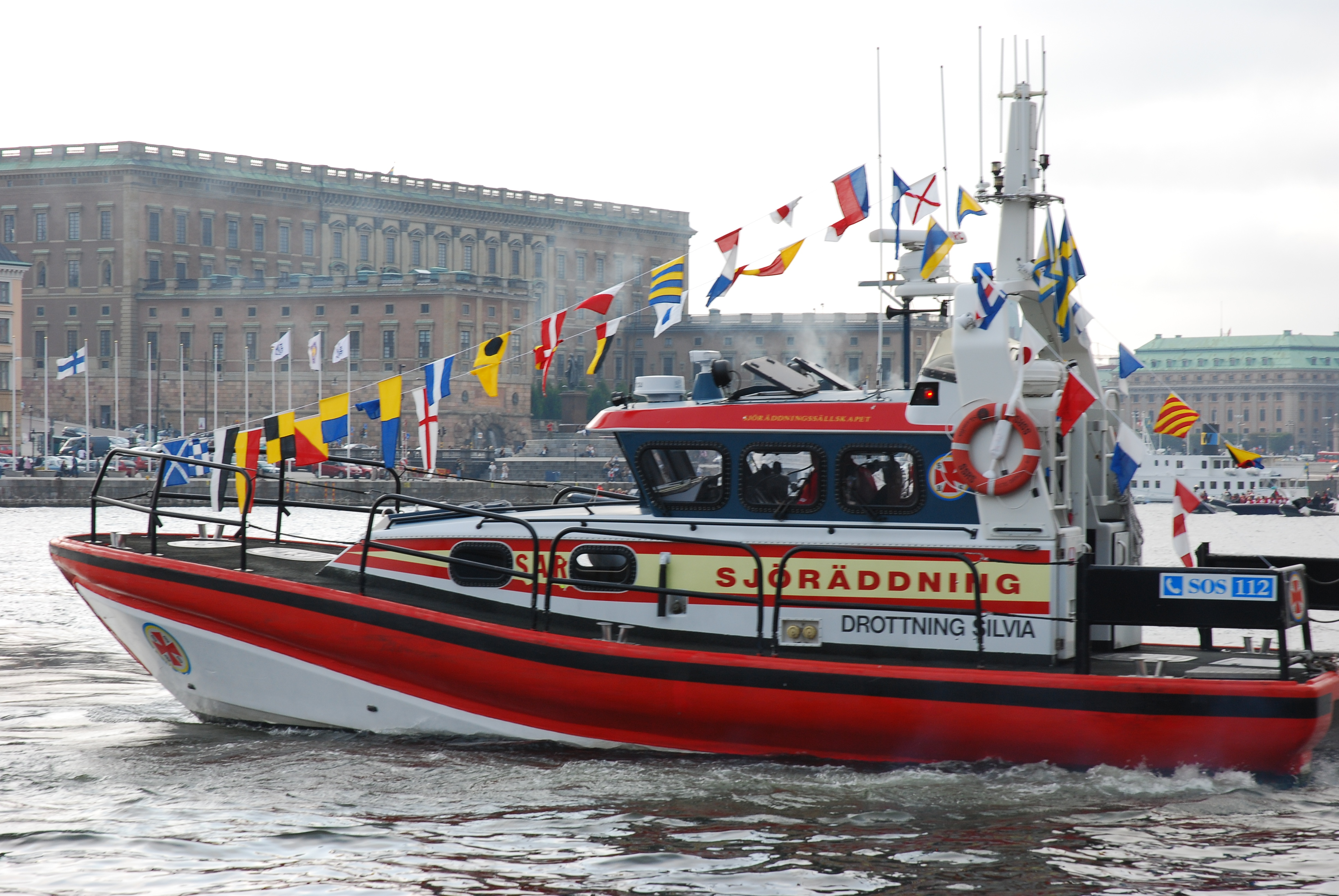
Räddningsfartyget Drottning Silvia, Räddningsstation Ornö, framför Stockholms slott
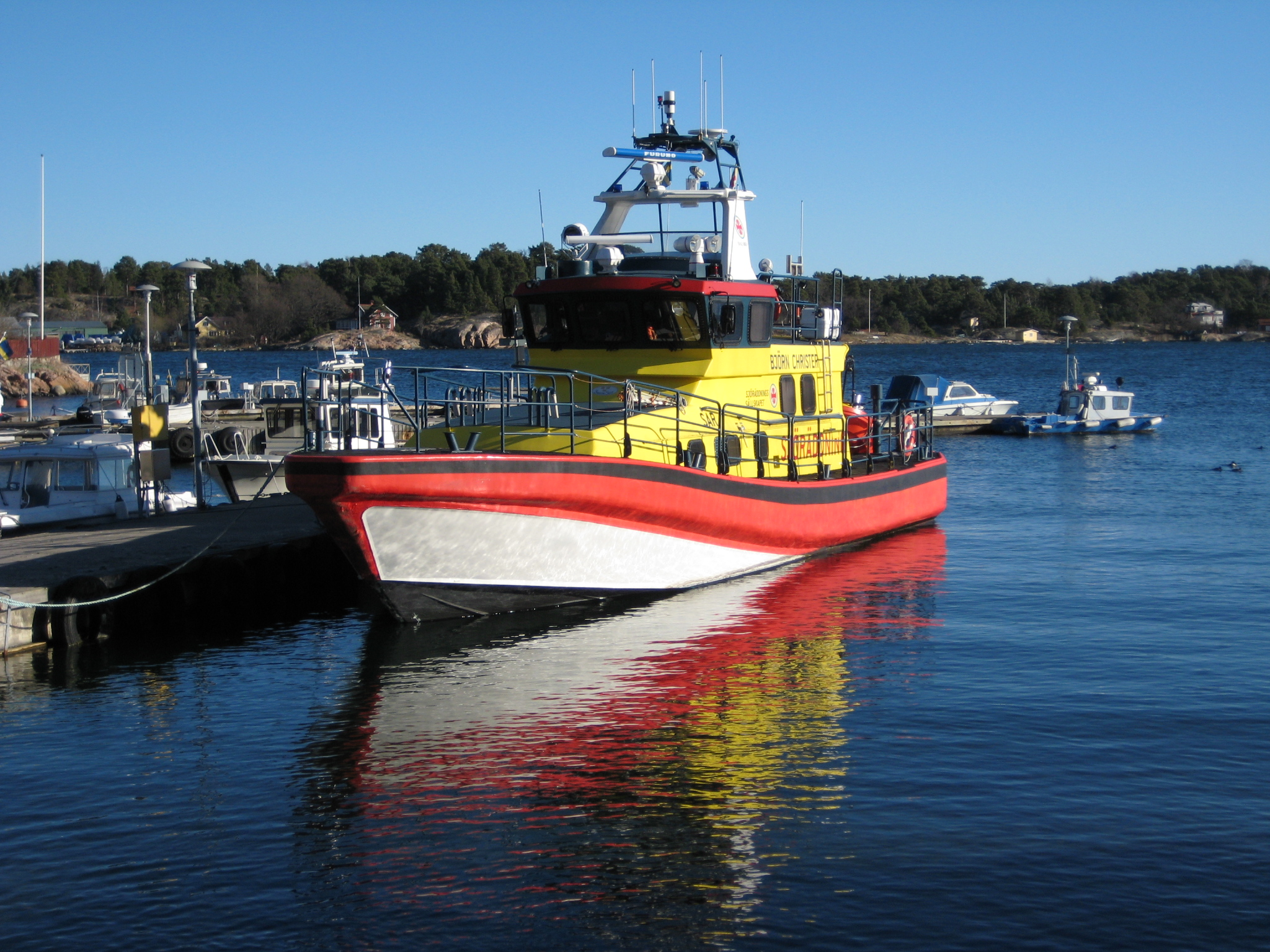
Räddningsfartyget Björn Christer, Räddningsstation Dalarö
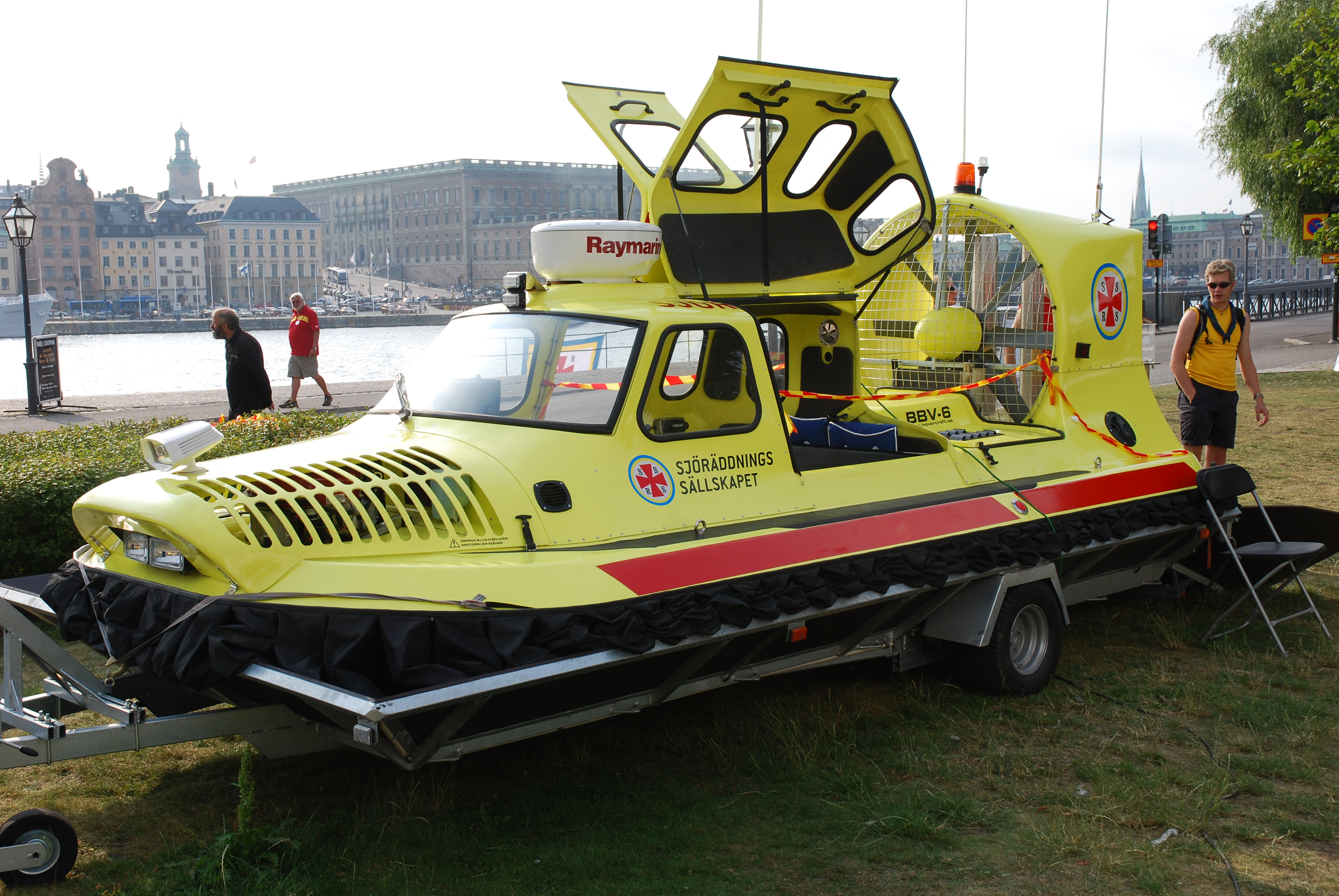
Den täckta Ivanoff Hovercraft-svävaren Sparbanken Vadstena
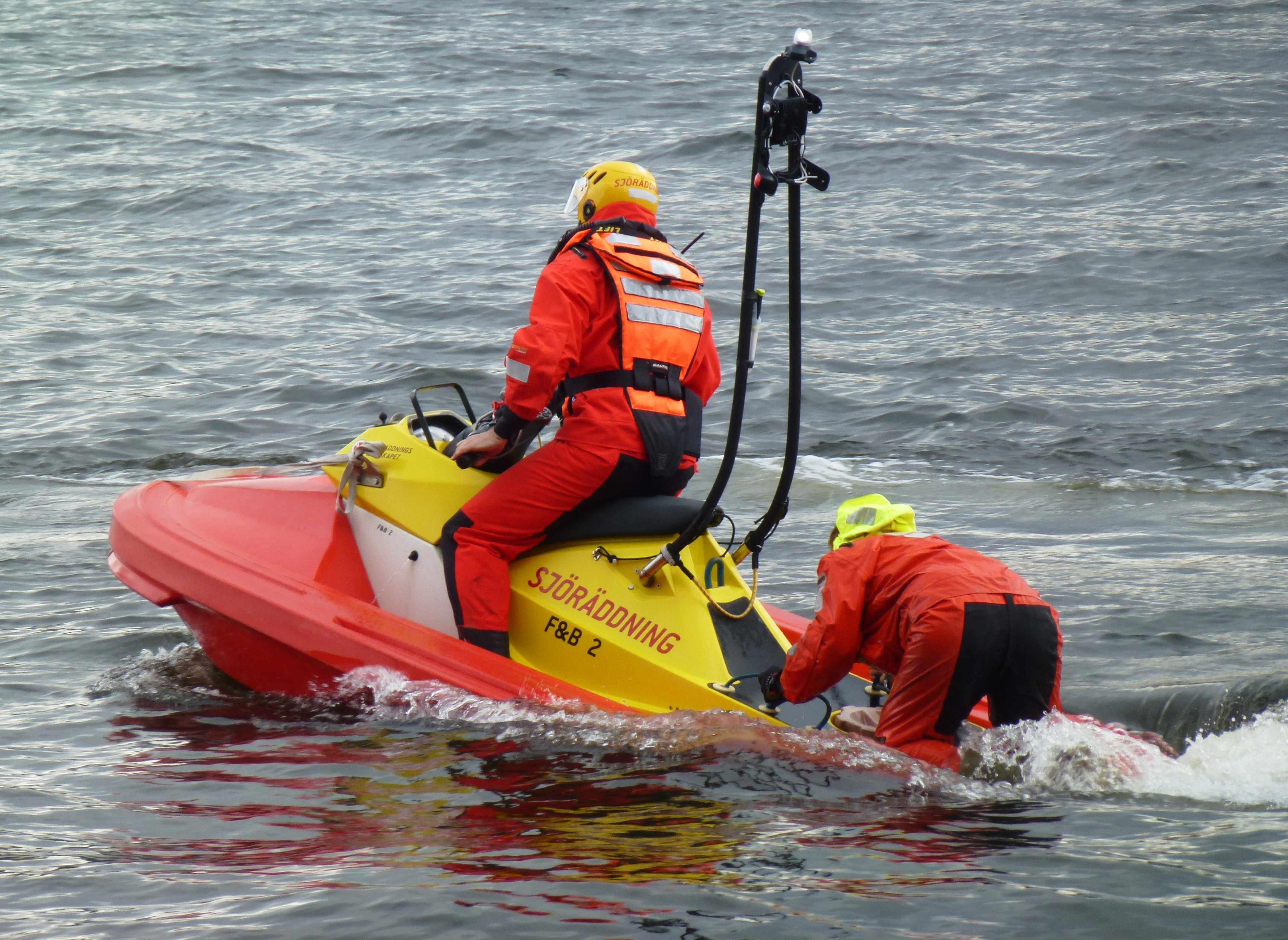
Sjöräddningsövning med en rescuerunner

## Sjöräddningssällskapets flotta
Sjöräddningssällskapet hade i augusti 2022 omkring 220 egna eller i övrigt disponerade motordrivna farkoster samt 26 miljöräddningssläp:
- Rescue Margareta Emblad, första fartyget i den nya Emblad-klassen, sjösatt 2024 och stationerad vid Räddningsstation Skärhamn
- 3 räddningskryssare i Rausingklass
- 5 räddningskryssare i Hallberg-Rassyklass[6]
- 2 räddningsfartyg av Sanneklass
- 36 räddningsfartyg i Victoriaklass
- 10 räddningsfartyg i Postkodlotterietklass
- 60 öppna räddningsbåtar i Gunnel Larssonklass
- 2 räddningfartyg i Odd Fellowklass
- 74 rescuerunners (modifierade vattenskotrar)
- 14 täckta och 5 öppna svävare
- 11 snabbgående mindre båtar, 4,9–8,5 meter långa, bland andra ribbåtar, rbb-båtar, MOB-båtar och modifierade Buster XL.
- 5 tidigare Stridsbåt 90E
- 21 miljöräddningssläp

De tidigare isklassade livräddningskryssarna har avvecklats. Livräddningskryssaren Dan Broström och Livräddningskryssaren Oscar Falkman avvecklades 2018. Rescue Astra såldes 2017 och används nu som forsknings- och expeditionsfartyg.

## Räddningsstationer
Sjöräddningssällskapet hade i augusti 2022 74 sjöräddningsstationer runt Sveriges kuster samt i Vänern, Vättern, Mälaren, Hjälmaren, Siljan, Runn, Barken, Storsjön, Bolmen och Helgasjön.
| Alfabetisk lista |
| --- |
| - Arkösund, Norrköpings kommun - Barsebäckshamn, Kävlinge kommun - Bergkvara, Torsås kommun - Bolmen, Ljungby kommun - Bua. Varbergs kommun - Böda, Borgholms kommun - Dalarö, Haninge kommun - Falkenberg - Falsterbokanalen, Vellinge kommun - Fjällbacka, Tanums kommun - Fårösund, Gotlands kommun - Grönhögen, Mörbylånga kommun - Grötvik, Halmstads kommun - Gävle - Hammarö, Hammarö kommun - Hasslö, Karlskrona kommun - Hjälmaren, Örebro kommun - Holmsund, Umeå kommun - Hovås, Göteborgs kommun - Hudiksvall - Härnösand - Höganäs - Hörvik, Sölvesborgs kommun - Kalmar - Kivik, Simrishamns kommun - Kållandsö, Lidköpings kommun - Käringön, Orusts kommun - Loftahammar, Västerviks kommun - Lomma - Luleå - Lönnånger, Nordanstigs kommun - Mariestad - Munsö, Ekerö kommun - Möja, Värmdö kommun - Mönsterås - Nynäshamn - Ornö, Haninge kommun - Piteå - Råå, Helsingborgs kommun - Räfsnäs, Norrtälje kommun - Rörö, Öckerö kommun - Siljan/Runn, Leksands kommun - Simpevarp, Oskarshamns kommun - Skellefteå - Skillinge, Simrishamns kommun - Skärhamn, Tjörns kommun - Smögen, Sotenäs kommun - Stenungsund - Stockholm, Stockholms och Österåkers kommuner - Storsjön, Östersunds kommun - Strängnäs - Strömstad - Sundsvall - Söderhamn - Södertälje - Sölvesborg - Torekov, Båstads kommun - Trelleborg - Trosa - Uddevalla - Uppsala - Vadstena-Motala - Visby, Gotlands kommun - Visingsö, Jönköpings kommun - Vändburg, Gotlands kommun - Värmdö - Västerås - Växjö - Ystad - Åhus, Kristianstad kommun - Åmål - Öregrund, Östhammars kommun - Örnsköldsvik |

| Lista efter regionala SAR-områden | |
| --- | --- |
| \| SAR-område Skagerrak - Strömstad - Fjällbacka, Tanums kommun - Smögen, Sotenäs kommun - Käringön, Orusts kommun - Skärhamn, Tjörns kommun - Uddevalla - Stenungsund SAR-område Kategatt - Rörö, Öckerö kommun - Hovås, Göteborgs kommun - Bua, Varbergs kommun - Falkenberg - Grötvik, Halmstads kommun SAR-område Öresund - Torekov, Båstads kommun - Höganäs - Råå, Helsingborgs kommun - Barsebäckshamn, Kävlinge kommun - Lomma - Falsterbokanalen, Vellinge kommun - Trelleborg - Ystad SAR-område Hanöbukten - Skillinge, Simrishamns kommun - Kivik, Simrishamns kommun - Åhus, Kristianstads kommun - Sölvesborg - Hörvik, Sölvesborgs kommun - Hasslö, Karlskrona kommun SAR-område Kalmarsund - Grönhögen, Mörbylånga kommun - Böda, Borgholms kommun - Bergkvara, Torsås kommun - Kalmar - Mönsterås - Simpevarp, Oskarshamns kommun SAR-område Bråviken - Loftahammar, Västerviks kommun - Arkösund, Norrköpings kommun SAR-område Bråviken - Trosa - Södertälje - Nynäshamn \| SAR-område Stockholm - Ornö, Haninge kommun - Dalarö, Haninge kommun Stockholm - Värmdö - Möja, Värmdö kommun - Räfsnäs, Norrtälje kommun - Öregrund SAR-område Gotland - Vändburg - Visby - Fårösund SAR-område Bottenhavet - Gävle - Söderhamn - Hudiksvall - Lönnånger, Nordanstigs kommun - Sundsvall - Härnösand - Örnsköldsvik' SAR-område Bottenviken - Holmsund, Umeå kommun - Skellefteå - Piteå - Luleå SAR.område Vänern - Kållandsö, Lidköpings kommun - Mariestad - Kristinehamn - Hammarö, Hammarö kommun - Åmål SAR-område Vättern - Visingsö, Jönköpings kommun - Vadstena-Motala SAR-område Mälaren Stockholm - Munsö, Ekerö kommun - Uppsala - Västerås - Strängnäs Utanför SAR-område Sverige - Bolmen, Ljungby kommun - Växjö - Hjälmaren, Örebro kommun - Siljan/Runn, Leksands kommun - Storsjön, Östersunds kommun \| | |
| SAR-område Skagerrak - Strömstad - Fjällbacka, Tanums kommun - Smögen, Sotenäs kommun - Käringön, Orusts kommun - Skärhamn, Tjörns kommun - Uddevalla - Stenungsund SAR-område Kategatt - Rörö, Öckerö kommun - Hovås, Göteborgs kommun - Bua, Varbergs kommun - Falkenberg - Grötvik, Halmstads kommun SAR-område Öresund - Torekov, Båstads kommun - Höganäs - Råå, Helsingborgs kommun - Barsebäckshamn, Kävlinge kommun - Lomma - Falsterbokanalen, Vellinge kommun - Trelleborg - Ystad SAR-område Hanöbukten - Skillinge, Simrishamns kommun - Kivik, Simrishamns kommun - Åhus, Kristianstads kommun - Sölvesborg - Hörvik, Sölvesborgs kommun - Hasslö, Karlskrona kommun SAR-område Kalmarsund - Grönhögen, Mörbylånga kommun - Böda, Borgholms kommun - Bergkvara, Torsås kommun - Kalmar - Mönsterås - Simpevarp, Oskarshamns kommun SAR-område Bråviken - Loftahammar, Västerviks kommun - Arkösund, Norrköpings kommun SAR-område Bråviken - Trosa - Södertälje - Nynäshamn | SAR-område Stockholm - Ornö, Haninge kommun - Dalarö, Haninge kommun Stockholm - Värmdö - Möja, Värmdö kommun - Räfsnäs, Norrtälje kommun - Öregrund SAR-område Gotland - Vändburg - Visby - Fårösund SAR-område Bottenhavet - Gävle - Söderhamn - Hudiksvall - Lönnånger, Nordanstigs kommun - Sundsvall - Härnösand - Örnsköldsvik' SAR-område Bottenviken - Holmsund, Umeå kommun - Skellefteå - Piteå - Luleå SAR.område Vänern - Kållandsö, Lidköpings kommun - Mariestad - Kristinehamn - Hammarö, Hammarö kommun - Åmål SAR-område Vättern - Visingsö, Jönköpings kommun - Vadstena-Motala SAR-område Mälaren Stockholm - Munsö, Ekerö kommun - Uppsala - Västerås - Strängnäs Utanför SAR-område Sverige - Bolmen, Ljungby kommun - Växjö - Hjälmaren, Örebro kommun - Siljan/Runn, Leksands kommun - Storsjön, Östersunds kommun |